# Ignatovo, Montana
Ignatovo (în bulgară Игнатово) este un sat în comuna Vălcedrăm, regiunea Montana,  Bulgaria. 

## Demografie
Componența etnică a satului Ignatovo
     Romi (8,39%)
     Nicio identificare (5,72%)
     Bulgari (85,87%)
     Turci (0%)
La recensământul din 2011, populația satului Ignatovo era de 262 locuitori. Din punct de vedere etnic, majoritatea locuitorilor (85,87%) erau bulgari, cu o minoritate de romi (8,39%). Pentru 5,72% din locuitori nu este cunoscută apartenența etnică.